# Driesprong (verkeer)

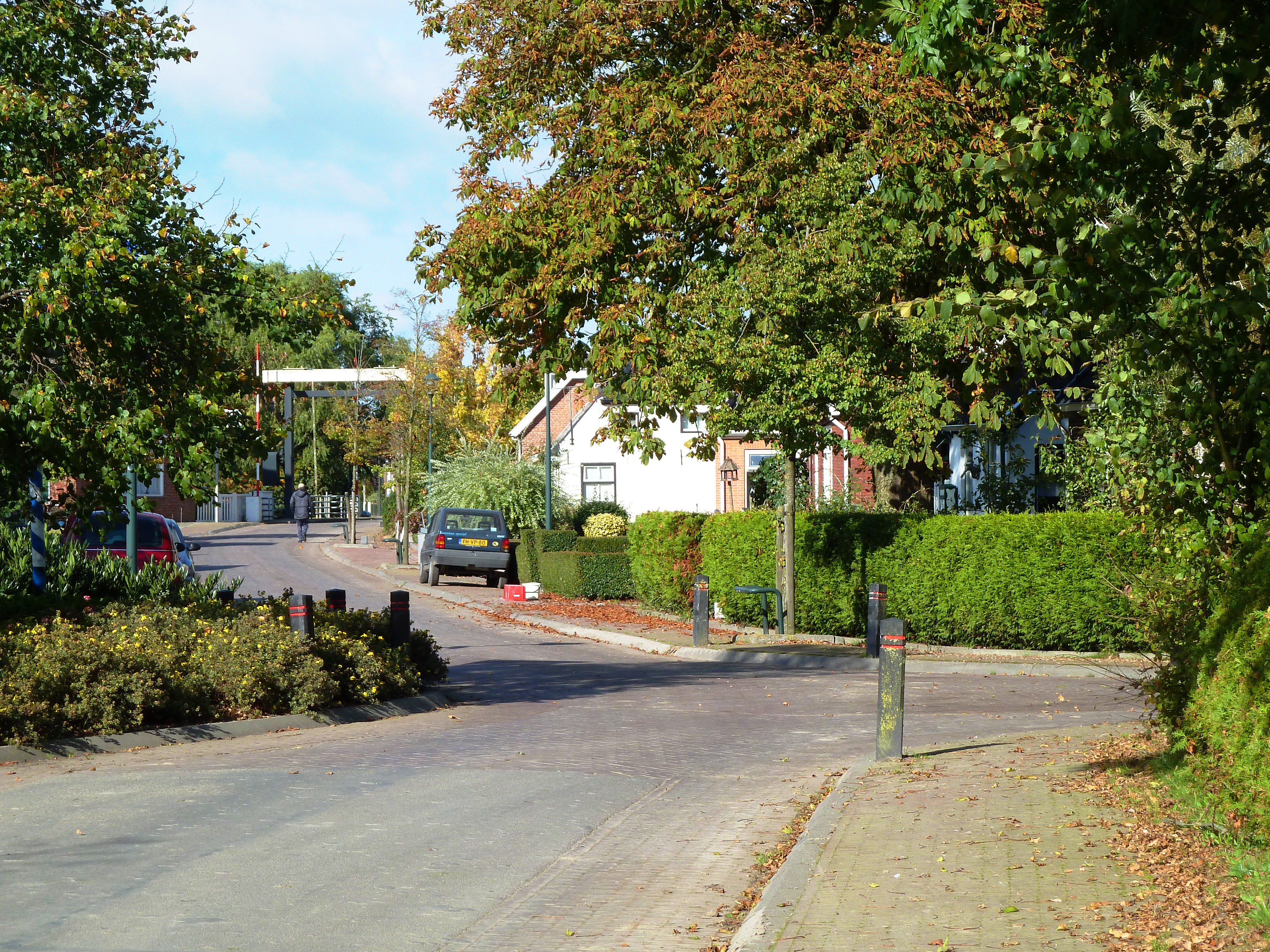
De driesprong Brugstraat - Schoolstraat in Pieterzijl

Een driesprong is een kruispunt met drie armen. Het is een veelvoorkomende vorm van een kruispunt. Er zijn twee varianten te onderscheiden:
- T-splitsing, hierbij staat een van de armen loodrecht op de andere twee takken, die in elkaars verlengde liggen.
- Y-splitsing, elke andere vorm van een driesprong. Dit type wordt (gewestelijk) ook een tweesprong genoemd.

Enkele dorpen en buurtschappen in Nederland zijn genoemd naar een driesprong in de omgeving. Voorbeelden zijn Driesprong in de gemeente Ede en De Driesprong in de gemeente Westland.

## Spoorwegen
Bij een "driesprong" van spoorwegen die op elkaar aansluiten is er vaak vooral het onderscheid dat twee van de drie verbindingen van de ene naar de andere tak zonder terugsteken kunnen worden bereden, en één alleen met terugsteken. Spoorkaarten kunnen worden ingedeeld naargelang dit wel of niet op de kaart te zien is. Soms kunnen alle drie de verbindingen zonder terugsteken worden bereden, zoals bij de Muiderberg aansluiting.